# Ано (Атлантски Пиринеји)
Ано (фр. Anos) насеље је и општина у југозападној Француској у региону Аквитанија, у департману Атлантски Пиринеји која припада префектури По.
По подацима из 2011. године у општини је живело 188 становника, а густина насељености је износила 105,03 становника/km². Општина се простире на површини од 1,79 km². Налази се на средњој надморској висини од 250 метара (максималној 305 m, а минималној 199 m).

## Демографија
| 1962. | 1968. | 1975. | 1982. | 1990. | 1999. | 2011. |
| ----- | ----- | ----- | ----- | ----- | ----- | ----- |
| 58    | 40    | 44    | 62    | 120   | 149   | 188   |

График промене броја становника у току последњих година